# Cerasuolo d’Abruzzo

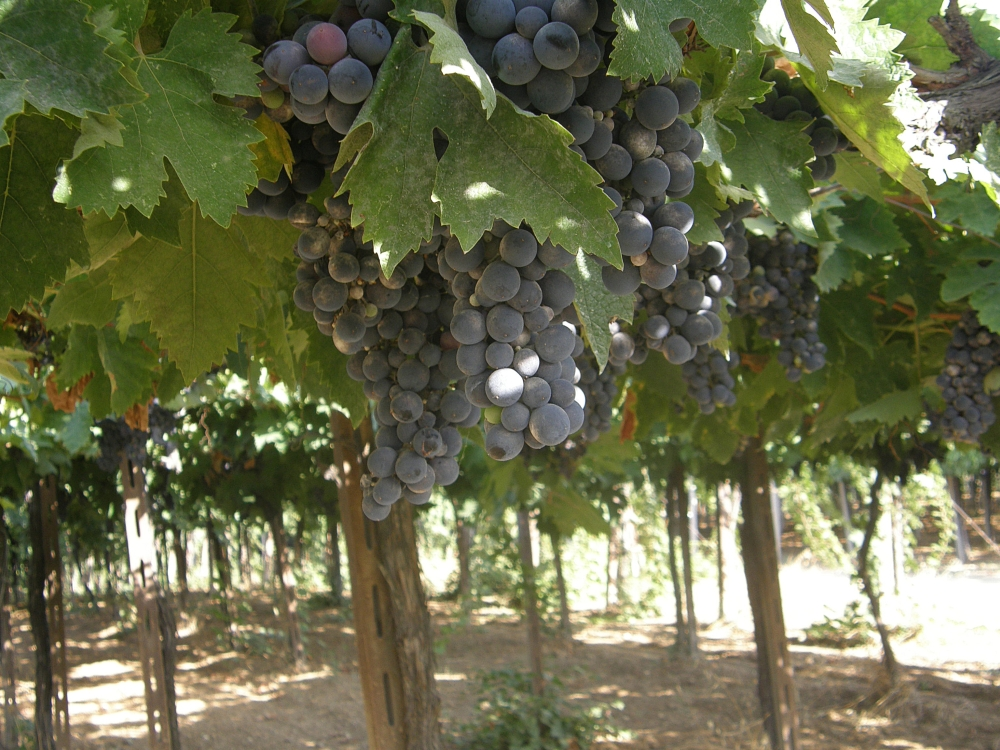
Ein Weingarten mit Montepulciano-Reben

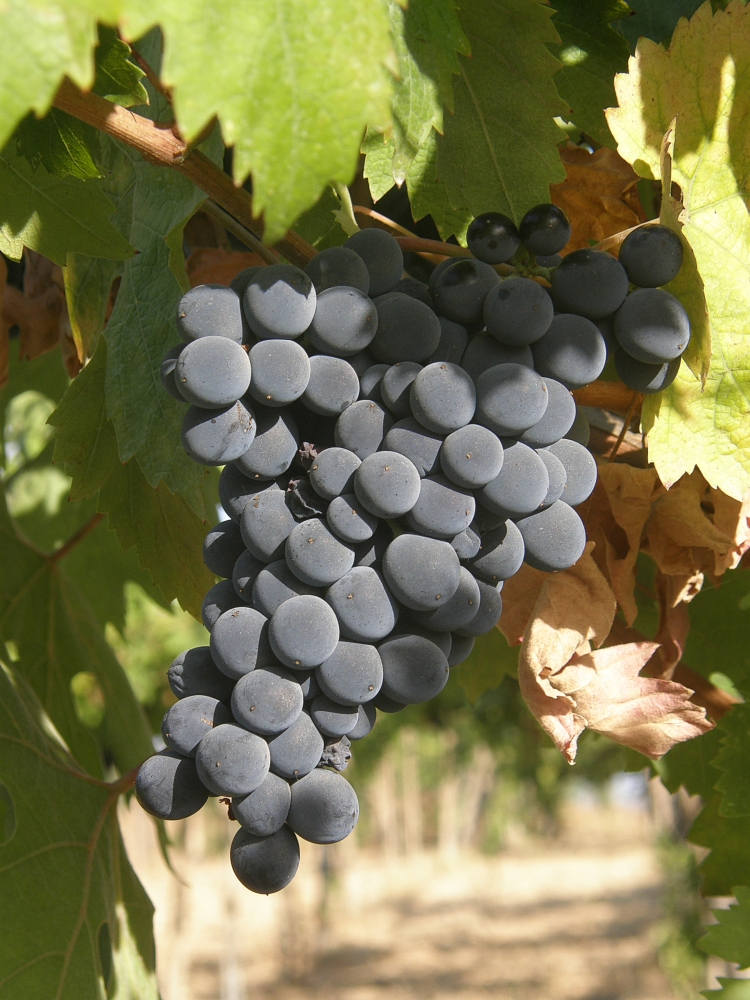
Trauben von Montepulciano

Der Cerasuolo d’Abruzzo DOC ist ein italienischer Roséwein aus der Region Abruzzen mit „kontrollierter Herkunftsbezeichnung“ (Denominazione di origine controllata (DOC)). Diese Appellation trägt der Wein seit 2010. Sie wurde zuletzt am 7. März 2014 aktualisiert. Von 1968 bis 2010 gehörte die Denomination zur DOC Montepulciano d’Abruzzo.

## Anbau
Dieser Wein wird in den vier Provinzen L’Aquila, Teramo, Chieti und Pescara der Region Abruzzen (italienisch: Abruzzo) gekeltert. Die Weinberge liegen auf einer Höhe unterhalb 500 m s.l.m. Nur in ausgesprochen günstigen Südlagen sind auch Weinberge in einer Höhe von bis zu 500 m s.l.m. zugelassen.
Zugelassene Gemeinden:
in der Provinz Chieti

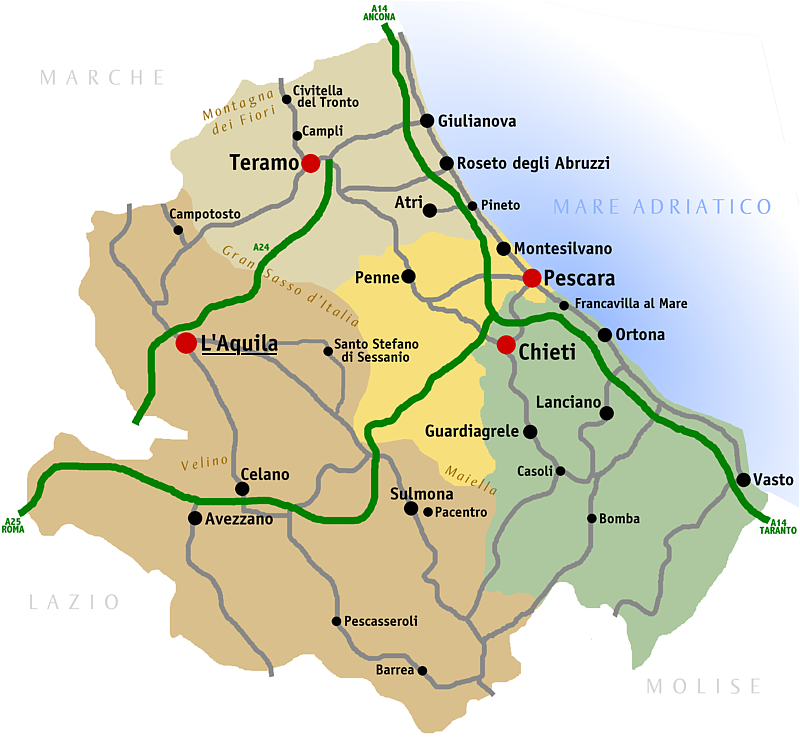
Die Provinzen der Region Abruzzen

Altino, Archi, Ari, Arielli, Atessa, Bomba, Bucchianico, Canosa Sannita, Casacanditella, Casalanguida, Casalincontrada, Carpineto Sinello, Casalbordino, Casoli, Castel Frentano, Celenza sul Trigno, Chieti, Crecchio, Cupello, Fara Filiorum Petri, Filetto, Fossacesia, Francavilla al Mare, Fresagrandinaria, Frisa, Furci, Gissi, Giuliano Teatino, Guardiagrele, Lanciano, Lentella, Miglianico, Monteodorisio, Mozzagrogna, Orsogna, Ortona, Paglieta, Palmoli, Perano, Poggiofiorito, Pollutri, Ripa Teatina, Roccamontepiano, Rocca San Giovanni, San Buono, Sant’Eusanio del Sangro, San Giovanni Teatino, Santa Maria Imbaro, San Martino sulla Marrucina, San Salvo, San Vito Chietino, Scerni, Tollo, Torino di Sangro, Torrevecchia Teatina, Treglio, Vasto, Villalfonsina, Villamagna, Vacri;
in der Provinz L’Aquila
Acciano, Anversa degli Abruzzi, Balsorano, Bugnara, Canistro, Capestrano, Castel di Ieri, Castelvecchio Subequo, Civita d’Antino, Civitella Roveto, Cocullo, Corfinio, Fagnano Alto, Fontecchio, Fossa, Gagliano Aterno, Goriano Sicoli, Introdacqua, Molina Aterno, Morino, Ofena, Pacentro, Poggio Picenze, Pratola Peligna, Pettorano sul Gizio, Prezza, Raiano, Roccacasale, San Demetrio ne’ Vestini, Sant’Eusanio Forconese, San Vincenzo Valle Roveto, Secinaro, Sulmona, Tione degli Abruzzi, Villa Sant’Angelo, Villa Santa Lucia degli Abruzzi, Vittorito.
in der Provinz Pescara
Alanno, Bolognano, Brittoli, Bussi sul Tirino, Cappelle sul Tavo, Castiglione a Casauria, Catignano, Cepagatti, Città Sant’Angelo, Civitella Casanova, Civitaquana, Collecorvino, Corvara, Cugnoli, Elice, Farindola, Lettomanoppello, Loreto Aprutino, Manoppello, Montebello di Bertona, Montesilvano, Moscufo, Nocciano, Penne, Pianella, Pietranico, Picciano, Pescara, Pescosansonesco, Popoli, Rosciano, San Valentino in Abruzzo Citeriore, Scafa, Serramonacesca, Spoltore, Tocco da Casauria, Torre de’ Passeri, Turrivalignani, Vicoli;
in der Provinz Teramo
Alba Adriatica, Ancarano, Atri, Basciano, Bellante, Bisenti, Campli, Canzano, Castel Castagna, Castellalto, Castiglione Messer Raimondo, Castilenti, Cellino Attanasio, Cermignano, Civitella del Tronto, Colledara, Colonnella, Controguerra, Corropoli, Giulianova, Martinsicuro, Montefino, Montorio al Vomano, Morro d’Oro, Mosciano Sant’Angelo, Nereto, Notaresco, Penna Sant’Andrea, Pineto, Roseto degli Abruzzi, Sant’Egidio alla Vibrata, Sant’Omero, Silvi, Teramo, Torano Nuovo, Tortoreto, Tossicia sowie im Ortsteil Trignano der Gemeinde Isola del Gran Sasso d’Italia.
Im Jahr 2017 wurden von 970 Hektar Rebfläche 84.324 Hektoliter DOC-Wein erzeugt.

## Erzeugung
Der Wein muss zu mindestens 85 % aus der Rebsorte Montepulciano bestehen. Höchstens 15 % andere rote, nicht-aromatische Rebsorten, die für den Anbau in der Region Abruzzen zugelassen sind, dürfen – einzeln oder gemeinsam – zugesetzt werden.

## Beschreibung
Laut Denomination
- Farbe: mehr oder weniger intensives kirschrosa
- Geruch: angenehm, leicht weinig, fruchtig, fein und intensiv
- Geschmack: trocken, weich, harmonisch, zart mit angenehmem Mandelnachgeschmack
- Alkoholgehalt: mindestens 12,0 Vol.-%; für „Superiore“ 12,5 Vol.-%
- Säuregehalt: mind. 4,5 g/l
- Trockenextrakt: mind. 16,0 g/l; für „Superiore“ 18,0 g/l[1]